# Acanthocereus
Acanthocereus (publicat în 1909) este genul cactus. Speciile lui au forma de arbuști cu ramuri arcuite sau verticale de mai mulți metri.
Cele șase specii trăiesc în America tropiclă din sudul Floridei și Texas până în Venezuela sau Caribe.
Ramurile au 3-5 coaste, cu puternici spini. Frumoase albe și tubulare florile se deschid noaptea, de  12–25 cm lungime și 6 –12 cm diametru.
Acanthocereus tetragonus, cactusul sârmă datorită spinilor, este cel mai extins din genul lui și cel mai mare , 2-7 înălțime.

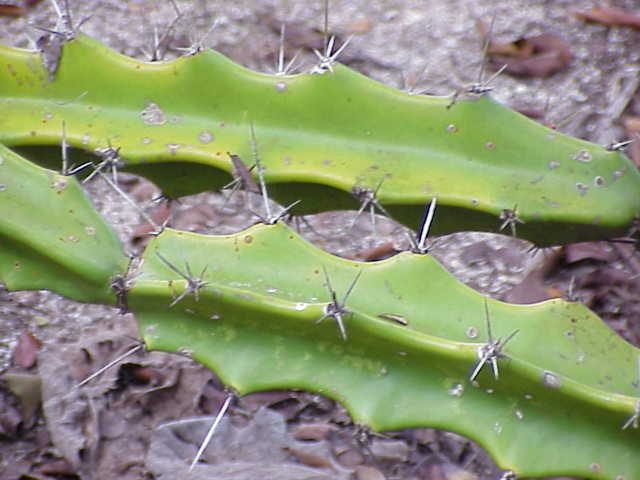
Cactusul sârmă

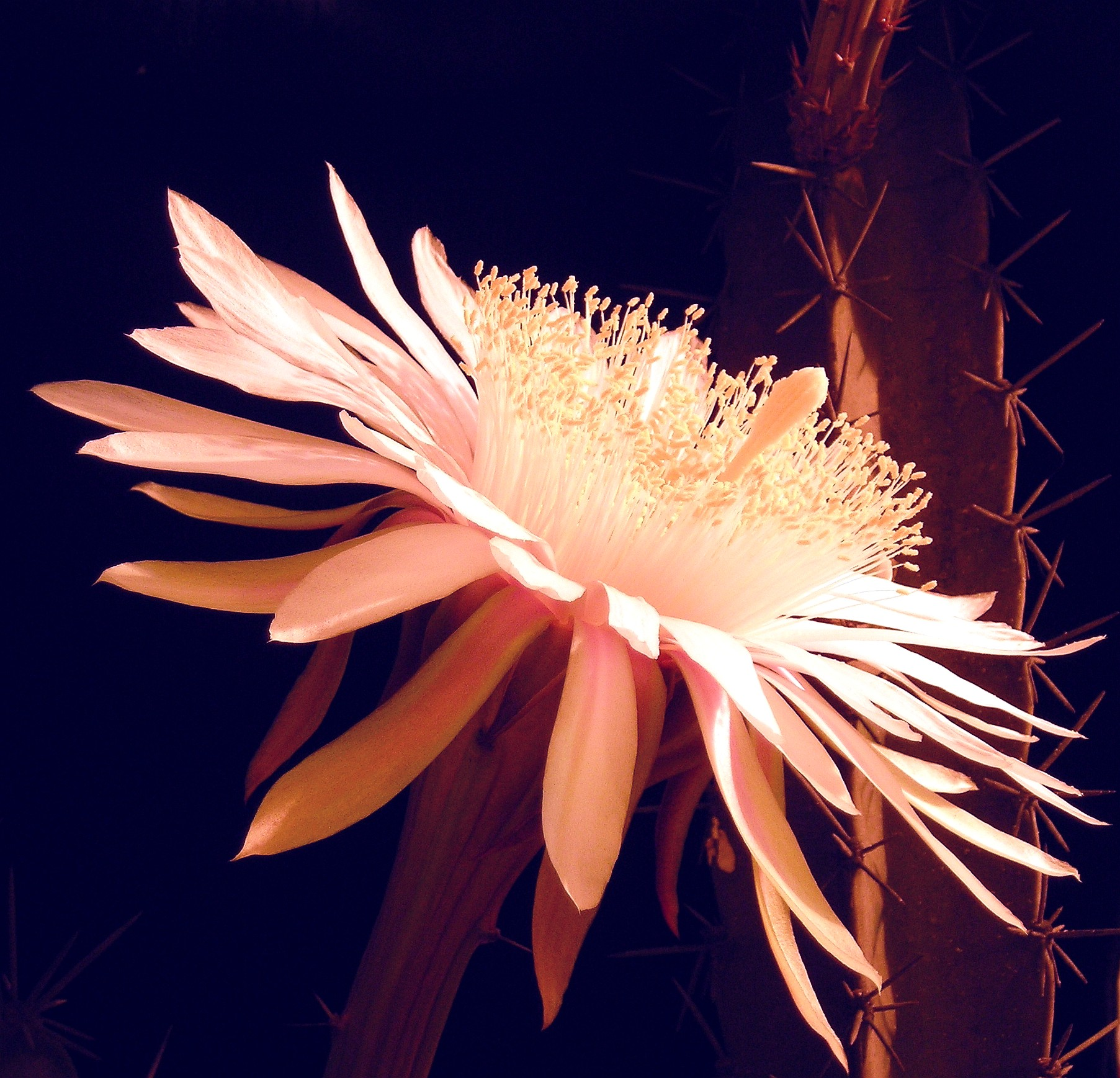
Floare de Acanthocereus sp.